# Marian Kozłowski (kajakarz)
Marian Kozłowski (ur. 6 czerwca 1915 w Poznaniu, zm. jesienią 1944 w Niemczech) – polski kajakarz, olimpijczyk.
Startował w Igrzyskach Olimpijskich w Berlinie 1936 w wyścigu K-2 na 10 000 m (wraz z Antonim Bazaniakiem). Polska osada zajęła wówczas 11. miejsce. Był to pierwszy występ polskich kajakarzy na olimpiadzie.
Był zawodnikiem Surmy Poznań. Zdobył mistrzostwo Polski w K-2 na 1000 m w 1935 i wicemistrzostwo w K-2 na 10 000 w 1936.
W czasie okupacji wywieziony na roboty przymusowe do Niemiec, zginął podczas alianckiego bombardowania.